# Diederik Nomden
Diederik Nomden (Buren (Gelderland), 7 december 1975) is een Nederlands instrumentalist, zanger, songwriter en producer.

## Biografie
Nomden groeide op in Oostwold in de provincie Groningen. Hij richtte in 1996 de groep Redivider op en bracht met deze band een album uit: All Dressed Up (Pink Records, 2000). Na zijn vertrek in februari 2001 ging de band verder onder de naam Alamo Race Track. Vanaf dat moment trad Nomden toe tot de popgroep Johan. In 2002 won deze groep een Edison Music Award voor het album Pergola. Ook toerde de groep door Nederland en Duitsland waarbij alle diverse poppodia en festivals werden aangedaan. De optredens op Pinkpop 2001 en Lowlands 2001 worden beschouwd als de livehoogtepunten in de historie van de band. 
Begin 2002 voegde Nomden zich als toetsenist/achtergrondzanger bij Daryll-Ann. Bijdragen van Nomden zijn te vinden op de albums Trailer tales uit 2002 en Don't stop uit 2004. Met Daryll-Ann stond Nomden op Pinkpop 2002. De rest van het jaar 2002 stond in het teken van de opnames voor het album Nu van singer-songwriter Carmona. De singles van het album kregen enige airplay maar het album kreeg geen vervolg.
In juni 2004 ging Daryll-Ann ter ziele en drie maanden later stapte Nomden uit Johan om zich met zijn oude bandmaten Dick Brouwers en Jeroen Kleijn bij de band van Ellen ten Damme te voegen, waar Robin Berlijn (ex-Fatal Flowers) dan al enkele jaren als vaste gitarist in speelde. In augustus 2006 speelde Nomden met De Kevers in het Nederlands vertaalde Beatles-songs op Lowlands 2006 en was bandleider en gitarist/pianist tijdens "50 Jaar Nederpop" op Lowlands 2008. In juni 2008 begon Nomden met Djurre de Haan, alias awkward i, aan de opnames van het in september 2009 uit te komen album 'I really should whisper'. Gedurende 2009 deed awkward i een aantal belangrijke festivals in binnen- en buitenland aan. In januari speelde de band op Eurosonic, in maart op SXSW in Austin, Texas en in juni op Oerol op Terschelling en NXNE in Toronto, Canada. Daarnaast speelde Nomden vanaf december 2008 gitaar in de live-band van Bertolf. Op zijn album For Life verzorgde Nomden achtergrondvocalen op enkele nummers. Hij trad in augustus met Bertolf op Lowlands 2009 op. In 2010 speelde Nomden met awkward i op het Britse The Great Escape festival, alsmede op het Deense InterSpot festival. Daarnaast toerden zij door Duitsland. Naast de activiteiten met awkward i speelde Nomden ook live toetsen tijdens de 'Durf Jij'-tour van Ellen ten Damme. Ook viel hij bij Tim Knol enkele keren als toetsenist in voor Matthijs van Duijvenbode.
Het jaar 2011 stond in het teken van de opnamen voor de 2e awkward i-plaat Everything on wheels en daarnaast begon Nomden, in nauwe samenwerking met Jacob de Greeuw aan de opnamen voor zijn soloplaat Royal Parks, die hij tevens onder de naam Royal Parks uitbracht. Deze plaat verscheen begin november 2012 op Excelsior Recordings. In de lente en herfst toerde awkward i wederom enkele weken door Duitsland. Het laatste halfjaar van 2011 en het begin van 2012 stonden in het teken van live optredens met awkward i. Ook werkte Nomden in het voorjaar van 2012 samen met Djurre de Haan aan de soundtrack voor de film De ontmaagding van Eva van End die begin 2013 in première ging.
In 2014 vormde Nomden, samen met bassist Bart van Poppel, gitaristen Jac Bico en Jan van der Meij en drummer Fred Gehring de band The Analogues, waarmee zij het album Magical Mystery Tour van The Beatles integraal speelden. In 2016 ging de band het theater in met een integrale uitvoering van Sgt. Pepper's Lonely Hearts Club Band.
Vanaf 2016 speelt Nomden ook met Bertolf Lentink, Jelle Paulusma, Bauke Bakker en Dirk Schreuders in de band Her Majesty, waarmee zij de plaat Déjà vu en enkele andere nummers van Crosby, Stills, Nash & Young ten gehore brengen.
Op 1 maart 2019 brengt Nomden onder zijn eigen naam een nieuwe LP uit: Wingman Returns. Dit album zal op zijn eigen label Wingman Records worden uitgebracht. 
In de zomer van hetzelfde jaar maakt Nomden samen met Her Majesty deel uit van de voorstelling Hanna van Hendrik. De band componeert alle alle muziek voor het stuk. In de zomer van 2022 wordt de voorstelling wegens groot succes hernomen.
Ondertussen blijft Nomden solowerk uitbrengen: in februari 2022 ziet Parallel Universe het levenslicht, en begin 2025 volgt Nomdens meest recente langspeler Sooner/Later. Beide albums worden wederom op zijn eigen label Wingman Records uitgebracht.
Vanaf eind 2024 speelt Nomden zijn eerste solotheatervoorstelling ROOTS, waarin hij aan de hand van anekdotes, zijn eigen muziek en die van zijn inspiratiebronnen, zijn muzikale levensverhaal vertelt. 
In mei 2025 wordt bekend dat Nomden samen met Bertolf een plaat heeft opgenomen, die in het voorjaar van 2026 zal uit komen bij Excelsior Recordings. De eerste single Hysteria verschijnt op 28 mei 2025.